# Сагино
 Тази статия е за града в Съединените щати.  За окръг вижте Сагино (окръг, Мичиган).  
Сагино (на английски: Saginaw) е град в щата Мичиган, Съединени американски щати, административен център на окръг Сагино. Населението му е 48 677 души (по приблизителна оценка от 2017 г.).

## Известни личности
Родени в Сагино
- Серина Уилямс (р. 1981), тенисистка
- Стиви Уондър (р. 1950), музикант